# Okres Łobez
Okres Łobez (polsky Powiat łobeski) je okres v polském Západopomořanském vojvodství. Rozlohu má 1065,13 km² a v roce 2023 zde žilo 33 612 obyvatel. Sídlem správy okresu je město Łobez.
Jde o nejmladší polský okres – vznikl roku 2002 vyčleněním z okresů Stargard (gminy Łobez, Węgorzyno), Gryfice (gminy Resko, Radowo Małe) a Goleniów (gmina Dobra). Okres se stejným názvem existoval již v letech 1945–1975, byl však zrušen při administrativní reformě roku 1975.

## Gminy
Městsko-vesnické:
- Dobra
- Łobez
- Resko
- Węgorzyno

Vesnická:
- Radowo Małe

## Města
- Dobra
- Łobez
- Resko
- Węgorzyno

## Sousední okresy
| Růžice kompasu | Goleniów, Gryfice | Gryfice     | Kołobrzeg | Růžice kompasu |
| Růžice kompasu | Goleniów          | Sever       | Świdwin   | Růžice kompasu |
| Růžice kompasu | Goleniów          | Okres Łobez | Świdwin   | Růžice kompasu |
| Růžice kompasu | Goleniów          | Jih         | Świdwin   | Růžice kompasu |
| Růžice kompasu | Stargard          | Stargard    | Drawsko   | Růžice kompasu |